# Vartenberk
Vartenberk (původně psáno Wartenberg, někdy také Vartemberk) je renesanční zámek ve městě Stráž pod Ralskem v Libereckém kraji. Zámek vznikl přestavbou původního gotického hradu a jeho název pochází z výrazu Warte auf dem Berg, což česky znamená stráž na hoře. Mnohdy je název hradu uváděn pouze česky: Stráž. Od roku 1968 je chráněn jako kulturní památka.

## Historie

### Středověk
První zmínka o hradu se datuje do roku 1281. Původně gotický hrad patrně založil Markvart z Března, či jeho syn Beneš z Vartemberka ve 13. století k ochraně obchodní žitavské záhvožďské cesty. Je z té doby zachována pečeť S. MARQVARDI DE WARTENBERC, patřící jednomu z Markvartů, kterou možná použil i zmíněný Beneš. Hrad na Strážném vrchu (německy Wartenberg) byl nazýván Wartenberg, pak počeštěle Vartemberk nebo Vartmberk. Také městečko v podhradí vzniklé z někdejší osady získalo název Vartemberk, daleko později Stráž pod Ralskem.
Členové čtyř rodových větví pánů z Vartenberka (ze Stráže), a to kumburské, kostecké, veselské a děčínské, zastávali ve 14. století vysoké úřady a aktivně zasahovali do politického dění. Rod dědičně od roku 1337 zastával úřad nejvyššího číšníka českých králů. Zmíněný Beneš tento úřad dostal již roku 1283. Vartenberkové také předsedali zemskému soudu a zastávali funkci pražského purkrabího.
Za husitských válek byl hrad v roce 1426 či 1427) obsazen sirotky. Husitským hejtmanem na hradu se stal Jan Čapek ze Sán. Je zřejmé, že někteří Vartenberkové pak s husity spolupracovali. V roce 1438 byl hrad Mikuláše Sokola z Lamberka a po jeho smrti Děpolta z Rýzmburka.
Původní hrad byl gotický, založený na severozápadní straně protáhlého návrší. Kolem hradu byl vybudován příkop a hradební zeď, přes příkop byl postaven padací most. Do zdi byla vestavěna pod západním nárožím okrouhlá bašta. Na severní straně hradu kdysi stála hranolová věž, která byla součástí předhradí. V předhradí byly lomené valené klenby. Hrad byl postupně přestavován, zvětšován, z původního hrádku Vartenberků se příliš nezachovalo.

### Přestavba na zámek
Po pánech z Vartenberka hrad získal koupí roku 1504 šlechtický rod Hyršpergárů, kteří roku 1563 hrad přestavěli na renesanční zámek. Zámek se dále dostal do vlastnictví Lichtenštejnů, Hartigů a na krátkou dobu i Albrechta z Valdštejna. V průběhu třicetileté války byl zámek roku 1639 vypleněn a poškozen švédským vojskem a v roce 1645 byl vypálen.
Po dobudování zámku v Mimoni roku 1830 vlastníci Vartenberku (Stráže) se přestěhovali tam a zdejší zámek se stal sídlem velkostatku. V roce 1922 Hartigovský velkostatek koupil unhošťský učitel a spisovatel František Melichar, který zde dožil. Krátce před znárodněním byl zastaven bankovnímu ústavu. Za druhé světové války zde byla věznice.

### Po roce 1945
Po válce zámecký areál pro své potřeby zabrala rudá armáda, která jej využívala jako nemocnici a zotavovnu. Zámek byl využíván též k ubytování rekreantů koncernu ČKD Praha. Později však byl zdevastován sovětskými vojsky a dne 11. září 1987 vyhořel.

### Současnost
Zámek je postupně opravován. První nutné záchranné práce započaly až po odchodu vojáků v 90. letech 20. století, kdy byl postaven nový krov. V říjnu 2010 byla uspořádána veřejná sbírka na obnovu objektu. V květnu 2024 pak dochází poprvé ke zpřístupnění zámku veřejnosti. Pravidelné prohlídky se konají každou sobotu a neděli. Vstupenky turisté zakoupí v Turistickém informačním centru.

## Park
Les na výšinách Zámeckého vrchu kolem bývalého hradu byl upraven spíše jako obora, kde převládají původní dřeviny. Vlastní nevelká okrasná zahrada uvnitř nad nádvořím byla v roce 1980 velmi malá a neudržovaná. Rostlo zde 19 stromů, duby, javory, lípy, hlohy, také jírovce a šeříky.

## Galerie
- Západní fasáda a zbytek kůlny na severní straně nádvoří, rok 2021
- Zámek v roce 2014
- Zámek s opravenou střechou a větší částí fasád, rok 2019
- Zámek v roce 2024